# Chlorphenolrot
Chlorphenolrot ist eine chemische Verbindung aus der Gruppe der Triphenylmethanfarbstoffe und ist mit dem Phenolphthalein verwandt. Sie wird als Indikatorsubstanz verwendet, welche ihre Farbe von gelb zu violett ändert im pH-Wert-Bereich von 4,8 bis 6,4. Bei einem pH-Wert von 4,8 liegt der Absorptionsbereich bei 432–436 nm, bei 6,4 bei 574–578 nm.